# ناحیه چاغی
ناحیه چاغی بزرگترین ناحیه در پاکستان می‌باشد که در شمال باختری ایالت بلوچستان پاکستان قراردارد. چاغی با افغانستان و ایران هم‌مرز است. آوازهٔ این بخش در دورهٔ معاصر بیشتر به دلیل آزمایش جنگ‌افزار هسته‌ای پاکستان در سال ۱۹۹۸ میلادی و در تپه‌های راس‌کوه است.
باشندگان چاغی
اهالی چاغی بلوچ‌های بلوچ‌های طوایف بلوچی مانند طایفه سنجرانی می‌باشند که پیشینهٔ حاکمیت چند صدساله بر منطقه چاغی و و بر منطقه سیستان با مرکزیت چخانسور داشتند که از آثار آن می توان به قلعه قلعه ابراهیم‌خان سنجرانی در چخانسور اشاره کرد. سرانجام ایلات و عشایر متحد بلوچ در سال ۱۹۱۶ میلادی شکست سختی به نیروهای انگلستان در این منطقه می‌دهند و این منطقه را از وجود خائنان و مزدوران انگلیس پاکسازی می‌کنند. از تاریخ باستانی این بخش آگاهی‌های چندانی در دست نیست. بازماندهٔ بناهایی که می‌نماید آتشکده بوده باشند و نیز باقی‌مانده‌ای از قنات‌های کهن در اینجا دیده شده‌است. از ۱۸۹۶ این منطقه به صورت یک بخش در پاکستان درآمد. تنها زیرمجموعهٔ چاغی، نوشکی می‌باشد. مردمان این منطقه بلوچ‌ هستند ولی پیرامون ۵۳ هزارتن پناهندهٔ افغانستانی نیز در آنجا می‌زیستند.